# Обыкновенный тритон
Обыкновенный тритон (лат. Lissotriton vulgaris) — наиболее распространённый вид тритонов из рода малых тритонов (Lissotriton) отряда хвостатых земноводных.
Вид впервые был описан в 1758 году шведским натуралистом Карлом Линнеем.

## Распространение
Вид широко распространён на большей части Европы (за исключением всего Пиренейского полуострова, юга Апеннинского полуострова, южной части Франции и северной части Скандинавского полуострова). На востоке ареал захватывает часть Азии до Алтайских гор.

## Описание

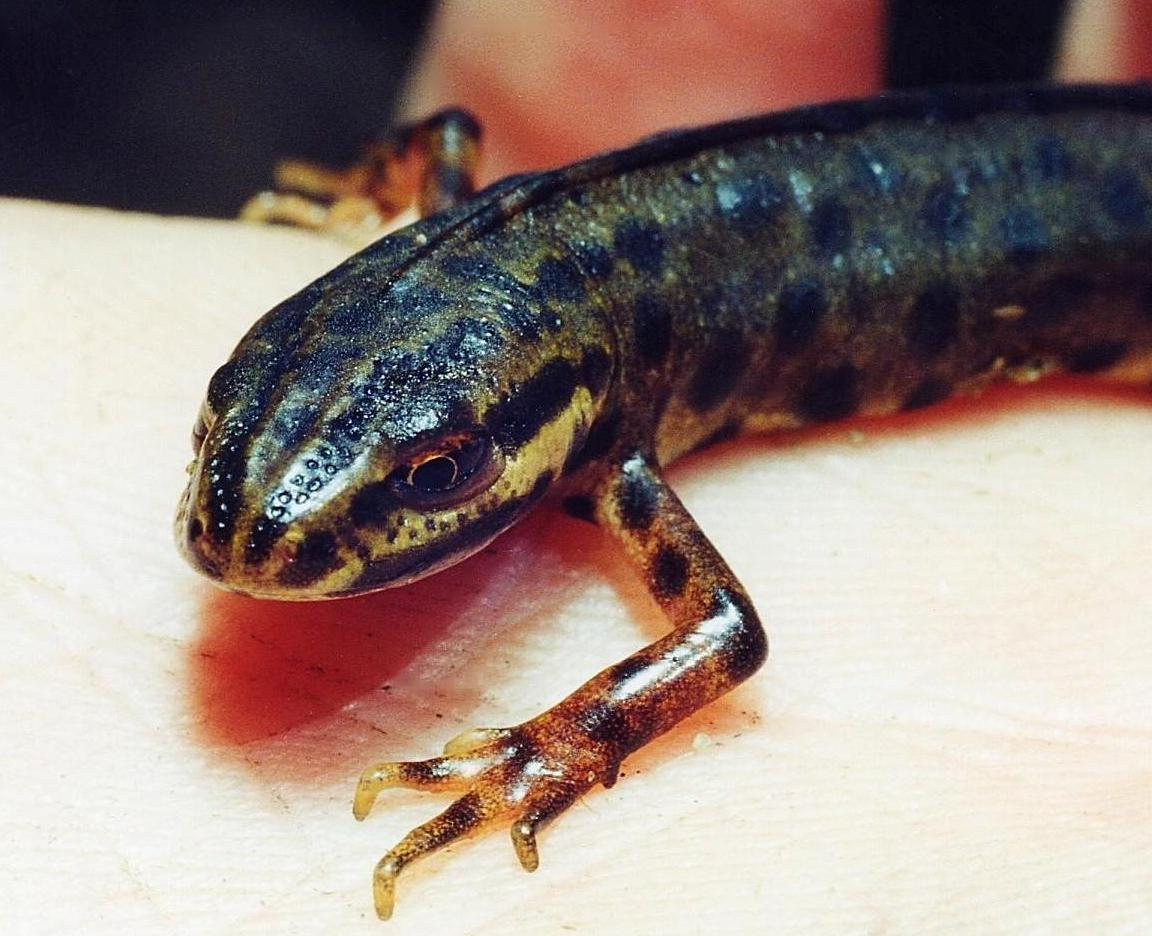
Самец обыкновенного тритона

Обыкновенный тритон — один из самых мелких видов тритонов, длина тела от 7 до 11 см, включая хвост, который составляет половину от общей длины тела. Мужские особи обычно крупнее женских, в основном отличия в размерах проявляются в период брачного сезона. Также в этот период у самцов обыкновенного тритона появляется спинной гребень. В остальное время мужские и женские особи мало отличимы друг от друга.
Кожа гладкая или слабозернистая.
Окраска тела коричнево-бурая или оливковая, брюшко жёлтое или светло-оранжевое с тёмными пятнышками, самцы имеют более тёмную окраску.
Характерная особенность обыкновенного тритона — более тёмная, чем остальные пятна, продольная полоска, проходящая через глаза с обеих сторон головы. Обыкновенных тритонов часто путают с нитеносным тритоном (Lissotriton helveticus), однозначно определить вид можно по наличию тёмных пятен на горле — у нитеносного тритона они отсутствуют.
Гребень обыкновенного тритона не имеет впадины у основания хвоста, в отличие от гребенчатого тритона.
Продолжительность жизни в естественной среде до 6 лет и около 20 лет в неволе.

## Жизненный цикл
Ранней весной в период с марта по апрель тритоны направляются к водоёмам.
Обыкновенный тритон отличается высокой устойчивостью к воздействию низких температур.
Иногда представителей этого вида можно найти в водоёмах, ещё частично покрытых льдом.

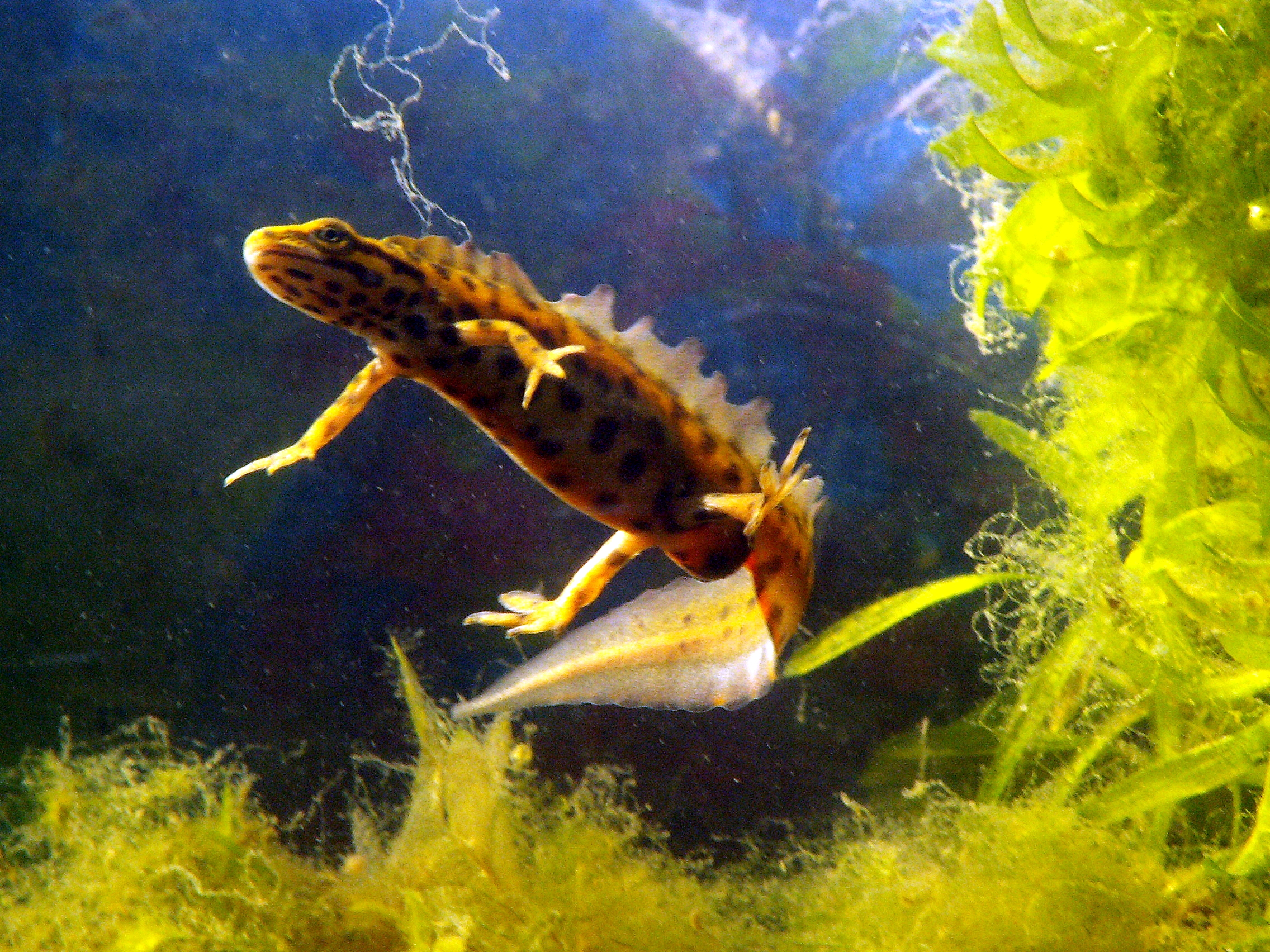
Самец обыкновенного тритона в брачный период

Почти сразу после пробуждения тритоны приступают к размножению. Внешний вид тритонов в брачный период изменяется — окраска женских особей становится ярче, у мужских особей на спине от затылка до конца хвоста развивается прозрачный волнистый или (реже) зазубренный гребень, богатый капиллярными сосудами и служащий дополнительным органом дыхания. Такую же функцию выполняют перепонки на лапах. По нижней части гребня проходит голубая полоса.
Самец привлекает внимание самки своеобразным ритуалом — производит хвостом характерные волнообразные движения. Заинтересовав самку, он выбрасывает сперматофор, который она подхватывает клоакой. Оплодотворение происходит внутри тела самки.
Спустя несколько дней самки начинают самостоятельно откладывать икру, в день около 10 икринок, всего за период размножения несколько сотен икринок (по различным данным от 60 до 700). Размер икринок от 2 до 3 мм, форма овальная. Каждая икринка отдельно прикрепляется к листьям подводных растений.

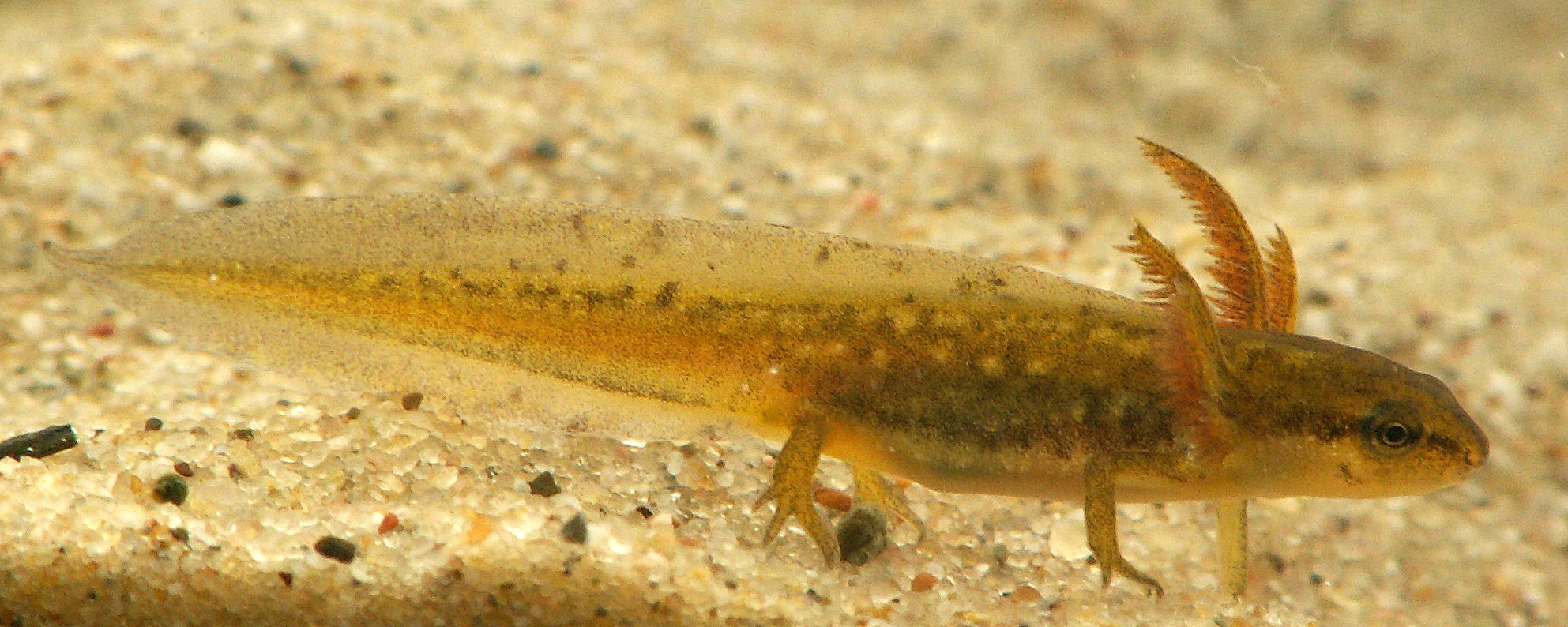
Обыкновенный тритон, стадия личинки, видны перистые наружные жабры

Примерно через две-три недели (в зависимости от температуры воды) появляются личинки размером всего полсантиметра. Личинки питаются комарами и мелкими ракообразными. В отличие от взрослой формы тритона, дыхание у личинки происходит с помощью наружных жабр. Обычно личинки проходят стадию метаморфоза к концу лета, но известны случаи, когда личинки оставались в водоёмах до следующей весны, а также случаи неотенического развития личинок.
В течение лета молодые тритоны могут несколько раз линять. Активны в ночное время, днём прячутся.
Половая зрелость у обыкновенного тритона наступает в возрасте трёх лет. Зиму тритоны проводят в спячке, прячась в опавшей листве, норах, подвалах.

## Образ жизни
Обитает преимущественно в воде, главным образом в период размножения, — в неглубоких водоёмах со стоячей или слабопроточной водой (прудах, лужах, канавах). Встречается в парках, долинах рек. Вид тяготеет к зарослям кустарников в припойменных террасах невдалеке от лиственных и смешанных лесов. Иногда тритоны встречаются вблизи сельскохозяйственных угодий, в садах и даже в огородах. На суше взрослые особи день проводят в лесной подстилке, под корой лежащих деревьев, камнями и поленницами дров и т. д. Днём их можно увидеть лишь в дождливую погоду или в период миграции к местам размножения.
В водной фазе жизни обыкновенный тритон питается мелкими ракообразными, личинками насекомых, водными моллюсками. На суше основными компонентами питания становятся жуки, гусеницы бабочек, многоножки, панцирные клещи, пауки и дождевые черви. Личинки потребляют дафний, личинок комаров и других планктонных беспозвоночных животных.
Естественными врагами для обыкновенного тритона являются хищные водные насекомые, их личинки, рыбы, лягушки и некоторые виды птиц.

## Охрана вида
Одной из основных причин уменьшения популяции обыкновенных тритонов является разрушение и засорение водоёмов — естественного местообитания для этого вида. Так, к примеру, в Швейцарии в 1950-х годах было осушено около 70 % нерестовых водоёмов, вследствие чего к 1972 году численность обыкновенного тритона на территории Швейцарии сократилась в 4 раза.
Обыкновенный тритон был внесён в первой издание Красной книги России (исключён из издания 2021 года), и Красную книгу Украины, находится под защитой Бернской конвенции по охране европейских видов дикой фауны и их мест обитания, заключённой в 1979 году.

## Значение для человека
Польза, приносимая тритонами: и личинки, и взрослые тритоны уничтожают комаров, в том числе и малярийных. Последнее связано с тем, что комары откладывают яйца в небольшие стоячие тёплые водоёмы, где часто обитают и тритоны. Здесь они массами уничтожают появляющихся личинок комаров, играя значительную роль в оздоровлении местности.